# Кастелло, Франческо да
Франческо да Кастелло — фламандско-итальянский художник-миниатюрист, специализировавшийся на иллюминированных рукописях, активно работавший в Риме.

## Биография
Подробности его жизни здесь были задокументированы его современником, художником-биографом Джованни Бальоне. Франческо написал «Успение Пресвятой Богородицы» и «Святые» для римской церкви богоматери святого сердца.
У Франческо было два сына: Пьетро, который изучал медицину и практиковался в Палермо и Микеле, продолживший дело отца.